# GP2X

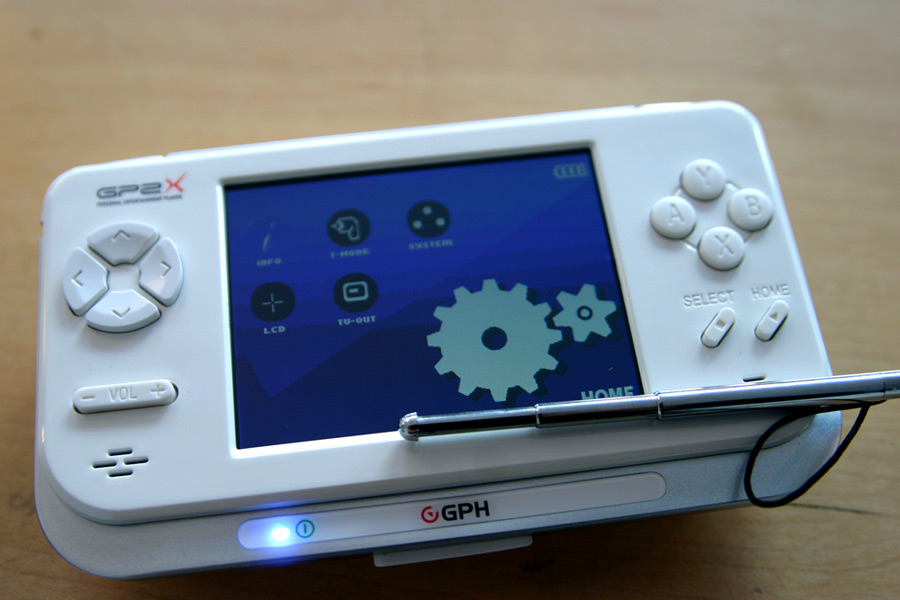
Konsola GP2X (model F200)

GP2X – przenośna konsola gier wideo siódmej generacji na licencji wolnego oprogramowania, stworzona przez południowokoreańskie przedsiębiorstwo GamePark Holdings i wydana w 2005 roku. GP2X działa przy pomocy systemu operacyjnego Linux. Konsola zarówno obsługuje gry komputerowe, jak i umożliwia odtwarzanie filmów, przeglądanie zdjęć i słuchanie muzyki MP3.
GP2X jest głównie używana do emulowania takich konsoli jak Neo Geo, Mega Drive, Master System, Game Gear, Amstrad CPC, Commodore 64, Nintendo Entertainment System, PC-Engine/TurboGrafx-16, MAME. GP2X zdobyła małą popularność; w ciągu roku od publikacji sprzedano 30 tysięcy egzemplarzy.
Ukazały się łącznie dwa modele konsoli: F100 w kolorze czarnym i F200 w kolorze białym. Zmiany w modelu F200 w stosunku do poprzednika to zastąpienie dżojstika przez 8-kierunkowy D-pad oraz wprowadzenie ekranu dotykowego.

## Specyfikacja
GP2X ma następujące dane techniczne:
- Wymiary: 140 × 80 × 30 mm
- Chipset: MagicEyes MMSP2 MP2520F System-on-a-chip
- Procesor: 200 MHz ARM920T Procesor Master, programowalny koprocesor 200 MHz ARM940T
- NAND Flash ROM: 64 MB
- RAM: SDRAM 64 MB
- System operacyjny: GNU/Linux
- Pamięć: Secure Digital (najnowszy firmware obsługuje SDHC)
- USB Host: USB 2.0
- Zasilanie: 2 × Bateria AA lub zasilacz
- Wyświetlacz: 320 × 240 (3,5 cala), 65 536 kolorów TFT, ciekłokrystaliczny